# Sally Wiest
Josephine Salomé „Sally“ Wiest (geboren am 12. Juli 1866 in Mainz oder Trier; gestorben am 14. August 1952 in Stuttgart) war eine deutsche Kunstmalerin, bekannt als Sally Wiest und Mitbegründerin des Württembergischen Malerinnenvereins.

## Jugend und Ausbildung
Sally Wiest war die Tochter des preußischen Hauptmanns Gottfried Wiest aus Rangendingen; er fiel 1870 in der Schlacht bei Wörth. Ihre Mutter war Luise Aloysia Veronika Huber. Sie wuchs in Stuttgart auf.
Am Stuttgarter Königin-Katharina-Stift – einer Stuttgarter Mädchenschule für höhere oder begabte Töchter – entdeckte der Zeichenlehrer Gustav Conz als Erster ihr Talent. Er gab ihr Privatunterricht. Von 1884 bis 1890 war Wiest Studentin an der Königlichen Kunstschule Stuttgart bei dem Maler und Lithografen Albert Kappis. Bei ihm lernte Wiest Landschaftsmalerei und wurde mit den Techniken des Impressionismus vertraut gemacht. 1891 nahm Sally Wiest mit ihrer Schwester Marie an der Damenakademie des Künstlerinnen-Vereins München teil, um bei Peter Paul Müller auf zahlreichen Sommerexkursionen die Freilichtmalerei zu erlernen. Dort lernten die Schwestern auch die Vorzüge eines Malerinnenvereins kennen, den es in München schon seit 1868 gab. Wieder zurück in Stuttgart nahm Wiest bei den Malern und Hochschullehrern Robert von Haug und Leopold von Kalckreuth Unterricht. Von 1911 bis 1912 war Sally Wiest Gasthörerin an der Königlichen Akademie der Bildenden Künste Stuttgart bei Adolf Hölzel.

## Gründung des Württembergischen Malerinnenvereins
Sally Wiest, Anna Peters und Magdalene Schweizer gründeten am 25. Februar 1893 – dem Geburtstag von König Wilhelm II. – den Württembergischen Malerinnenverein. Von Anfang an genoss der Verein das Wohlwollen des Königs und stand unter der Schirmherrschaft von Königin Charlotte von Württemberg. Als Geschenk für die Königin entwarfen Sally Wiest und andere Mitglieder des Vereins 1894 einen Briséfächer, dessen Holzstäbe mit Landschaften, Blumen und Genremalereien verziert ist. Der Fächer ist unter dem Titel LegendäreMeisterWerke im Alten Schloss ausgestellt. Wiest war von 1893 bis 1933 Mitglied des Vereinsvorstands, von 1893 bis 1922 füllte sie das Amt der Kassierin aus. Ab 1948 war sie Ehrenmitglied im Nachfolgeverein Bund Bildender Künstlerinnen Württembergs.

## Malerin

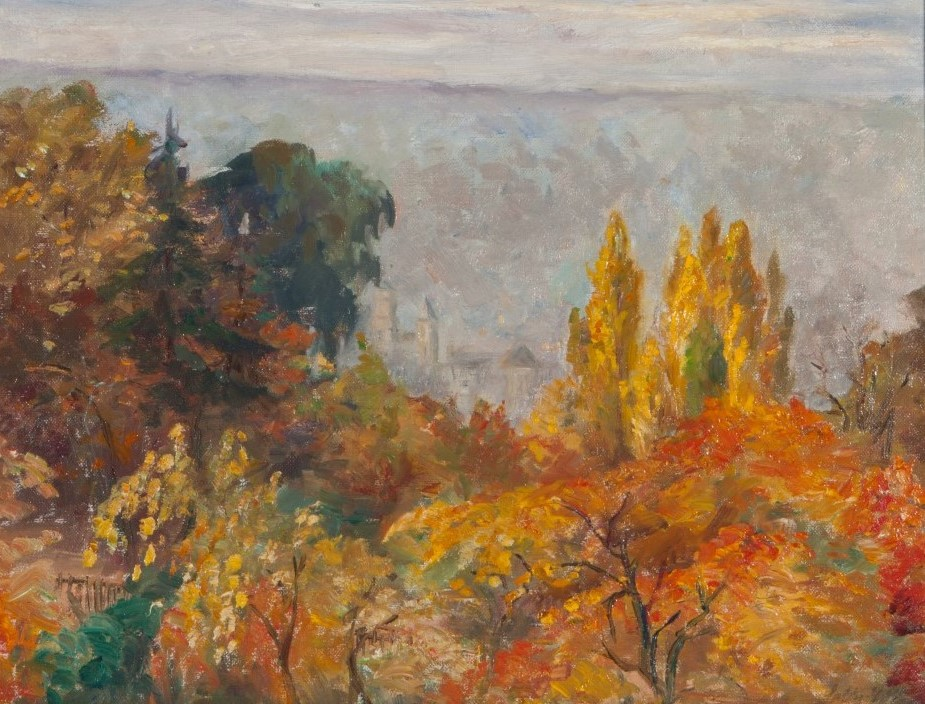
Blick zur Stiftskirche

Bekannt wurde Wiest durch ihre Landschaftsmalerei. Markenzeichen ihrer Malerei sind gekonnte Perspektive und Lichtführung. Sie wählte gerne kräftige Farben. Da sie häufig draußen in der Natur malte, wurde ihr der Spitzname „Grüne Sally“ zugedacht. Darüber hinaus illustrierte sie auch Zeitschriften und Bücher, so etwa einen Artikel über Annette von Droste-Hülshoff in Die Gartenlaube.
Sally Wiest wohnte in der Stuttgarter Gänsheide, in einem Haus, das Hauptmann Wiest 1903 errichten ließ. Zusammen mit ihrer Schwester Marie betrieb sie dort eine private Malschule. Sie hatten zahlreiche Schülerinnen und Schüler. Eine ihrer Schülerinnen war Martha Rieth.
Prinzessin Katharina von Württemberg unterstützte Sally Wiest durch Bildankäufe, die sie jeweils einmal im Jahr nach ihrem Sommerurlaub tätigte.
Als Vertreterin der Freilichtmalerei organisierte Wiest kleine Damengesellschaften, die Ausflüge nach Buoch, ins Remstal oder an den Chiemsee machten, dort malten und auch das mitgebrachte Picknick genossen. Meist mieteten sie sich bei Bauern und Handwerkern ein, die neben der Landschaft ebenfalls willkommene Motive boten. Wie ihre Malerkolleginnen gelang es Sally Wiest Aufmerksamkeit auf ihre Werke zu ziehen, aber in kunsthistorischen Betrachtungen wurden sie nur erwähnt und nicht ernst genommen. Die meisten ihrer Werke wurden im Zweiten Weltkrieg zerstört.

## Werke (Auswahl)
Die Bayerischen Staatsgemäldesammlungen, der Bund Bildender Künstlerinnen Württembergs (BBK/W), die Graphische Sammlung der Staatsgalerie Stuttgart, das Landesmuseum Württemberg und das Kunstmuseum Stuttgart (ehemals Galerie der Stadt Stuttgart) besitzen Werke von Sally Wiest.
Gemälde
- Wartenberg, Tuschfederzeichnung um 1884, Privatbesitz
- Christusbrunnen in der Meersburg, Öl um 1886, Privatbesitz
- Herbst mit Blick auf Lichtung, Öl um 1890, Privatbesitz
- Fischbrunnen in Ulm, Öl um 1890, Privatbesitz
- Horb, Ölgemälde 1895, Stadtmuseum Horb[8]
- Horb im Winter, Öl um 1895, Privatbesitz
- Buoch gegen Kernen, Öl um 1910, Privatbesitz
- Malcesine Segelboothafen, Öl um 1910, Privatbesitz
- Blick zur Stiftskirche und dem Alten Schloss, Öl um 1920, Privatbesitz
- Blühende Obstbäume auf einer Wiese, Ölgemälde, Kunsthandel[23]
- Eichenhain Birkach mit Achalm, Öl, Privatbesitz

Illustrationen

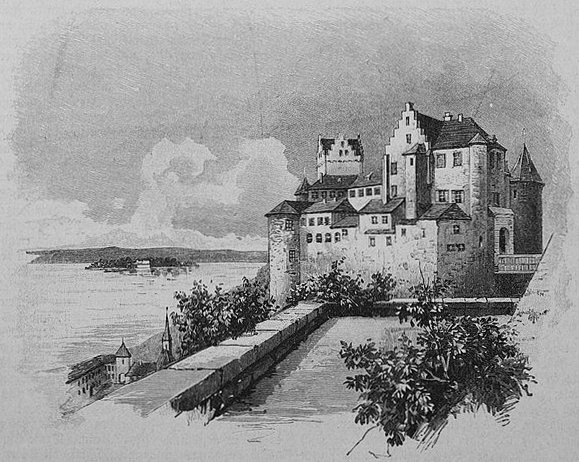
Sally Wiest: Die Meersburg am Bodensee, Illustration für Die Gartenlaube, Heft 2, 1897.

- Victor Schmitt: Die Sängerin der Heimatliebe. Ein Besuch der Heimstätten Annettens von Droste-Hülshoff. Illustriert von Sally Wiest mit Benutzung von Skizzen der älteren Schwester und einer Nichte der Dichterin. In: Die Gartenlaube 1897, Heft 2, S. 28–31 (Digitalisat S. 28. 29. 30. 31).
  - daraus: S. 28: Schloss Hülshoff (Holzstich, nach Vorlage von Jenny von Droste-Hülshoff)[24]

## Ausstellungen (Auswahl)

### Einzelausstellungen
- 1928: Sally Wiest-Retrospektive in Stuttgart.[25]
- 1946 Sally Wiest zum 80. Geburtstag, Stuttgart.[25]
- 2016: Jubiläumsausstellung zum 150. Geburtstag von Sally Wiest, Bund Bildender Künstlerinnen Württembergs (BBK), Stuttgart.[26]

### Gruppenausstellungen
- 1886: Zweite Internationale Gemälde-Ausstellung im Königlichen Museum der bildenden Künste, Stuttgart.[25][27]
- 1892, 1911, 1912, 1913, 1914, 1917, 1927 im Württembergischen Kunstverein Stuttgart.[5]
- 1893: Münchener Jahresausstellung von Kunstwerken aller Nationen, Königlicher Glaspalast München.[5][28]
- 1893: Erste Gruppenausstellung des Württembergischen Malerinnenvereins, mit Arbeiten der Vereinsmitglieder, im neuen Festsaal des Museums der Bildenden Künste, Stuttgart.[29][30][31]
- 1894: Fächerausstellung des Württembergischen Malerinnenvereins im Württembergischen Kunstverein.[32]
- 1899: Württembergischen Malerinnenvereins im Museum der Bildenden Künste, Stuttgart.[33]
- 1908, 1909, 1910, 1912, 1914, 1919, 1920 in der Atelierhaus-Galerie des Württembergischen Malerinnenvereins.[25]
- 1915: Ausstellung zu Gunsten Württembergischer Künstler in Stuttgart.[5]
- 1916: Münchener Jahresausstellung im Königlichen Glaspalast München.[5][34]
- 1948: Ausstellung in der Schellingstraße in Stuttgart.[25]
- 1966: Ausstellung im Kunstgebäude Stuttgart.[25]
- 2002: Stuttgart im Blick des Stadtarchivs Stuttgart.[35]
- 2004: Zeiträume in der Städtischen Galerie Wangen, Wangen im Allgäu.[36]
- 2015: Die Klasse der Damen – Künstlerinnen erobern sich die Moderne in der Städtischen Galerie Böblingen.[37][38]
- 2019: Netzwerkerinnen der Moderne in der Städtischen Galerie Böblingen.[39][40][41][42]
- 2024/25: Schwäbische Impressionistinnen. Malerinnen zwischen Neckar und Bodensee (1895–1925) auf Schloss Achberg bei Ravensburg und anschließend in der Städtischen Galerie Bietigheim-Bissingen.[43]

## Mitgliedschaften
Sally Wiest war in folgenden Organisationen Mitglied:
- 1891–1902: Künstlerinnen-Verein München
- 1893–1945: Württembergischer Malerinnenverein; Gründungsmitglied; Vorstandsmitglied bis 1933
- 1945–1952: Bund Bildender Künstlerinnen Württembergs
- Württembergischer Kunstverein Stuttgart
- 1906–1952: Allgemeine deutsche Kunstgenossenschaft
- Verein bildender Künstlerinnen Deutschlands, Ortsgruppe Württemberg

## Ehrungen
Seit März 2020 gibt es im Stuttgarter Stadtteil Stammheim eine Sally-Wiest-Straße.